# Mesosagitta neodecipiens
Mesosagitta neodecipiens är en djurart som tillhör fylumet pilmaskar, och som först beskrevs av Takasi Tokioka 1959.  Mesosagitta neodecipiens ingår i släktet Mesosagitta och familjen Sagittidae. Inga underarter finns listade i Catalogue of Life.